# 3-metylokrotonyloglicynuria
3-metylokrotonyloglicynuria – rzadkie, genetycznie uwarunkowane
zaburzenie metabolizmu aminokwasu leucyny (wrodzony błąd metabolizmu) związane z niedoborem enzymu karboksylazy 3-metylokrotonylo-koenzymu A (skrót MCC, EC 6.4.1.4).
3-metylokrotonyloglicynuria jako jednostka chorobowa jest względnie nowa, ponieważ po raz pierwszy została zidentyfikowana w 1984 roku.
Upowszechnienie badań przesiewowych noworodków, z jednej strony pozwoliło ustalić, że 3-metylokrotonyloglicynuria występuje o wiele częściej niż wcześniej uważano, a z drugiej strony, że przebieg kliniczny w znacznej części przypadków może być łagodny i nie zaburzający poważnie rozwoju dziecka.

## Synonimy
Inne nazwy używane zamiennie do określenia 3-metylokrotonyloglicynurii to:
- deficyt karboksylazy 3-metylokrotonylo-CoA
- niedobór karboksylazy 3-metylokrotonylo-koenzymu A
- MCCD
- MCC
- niedobór MCC
- 3-MCG

## Epidemiologia
Globalną częstość występowania 3-metylokrotynyloglicynurii ocenia się na 1-9:100 000 żywych urodzeń. Częstość występowania w Europie szacowana jest od 1 na 50 000 do 1 na 30 000.
Od czasu upowszechnienia się badań przesiewowych noworodków z użyciem tandemowego spektrometru mas (MS/MS) okazało się, że jest to częste schorzenie metaboliczne i ocenia się, że w wielu krajach jest to najbardziej rozpowszechniona acyduria organiczna.

## Etiopatogeneza
Geny MCCC1 (chromosom 3, locus q27.1, 19 eksonów) i MCCC2 (chromosom 5, locus q12-q13, 17 eksonów) kodują podjednostki białkowe α i β, które łącząc się, tworzą enzym zwany karboksylazą 3-metylokrotonylo-CoA. Enzym ten odgrywa istotną rolę w metabolizmie białek, peptydów i aminokwasów i jest odpowiedzialny za etap szlaku metabolicznego leucyny przejścia 3-metylokrotonylo-koenzymu A w 3-metyloglutakonylo-koenzym A.

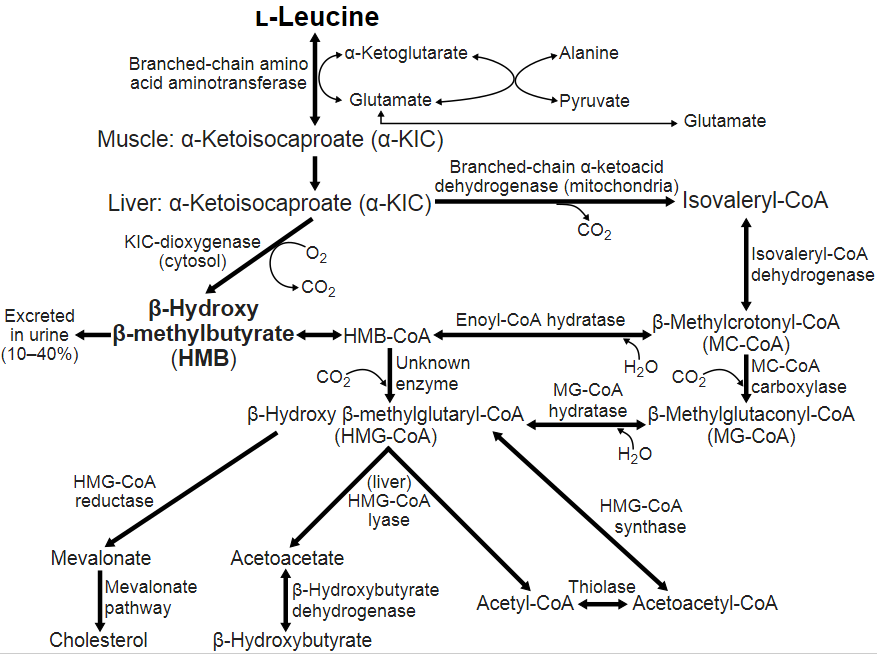
Metabolizm leucyny

Mutacje w genach MCCC1 lub MCCC2 doprowadzają do niedoboru aktywności enzymu karboksylazy 3-metylokrotonylo-CoA, co pociąga za sobą to, że organizm nie jest w stanie prawidłowo przetwarzać leucyny. Toksyczne produkty uboczne gromadzą się w znacznych stężeniach, uszkadzając mózg i układ nerwowy.
3-metylokrotonyloglicynuria jest dziedziczona w sposób autosomalny recesywny.

## Objawy
Fenotyp kliniczny 3-metylokrotonyloglicynurii wykazuje znaczną zmienność, nawet wśród członków jednej rodziny; często przebiega bezobjawowo, ale może okresowo prowadzić do incydentów dekompensacji metabolicznej (jak w zespole intoksykacji) związanych ze stanami wzmożonego katabolizmu (np. infekcja) lub nadmiernego obciążenia białkiem. Bywa i tak, że choroba objawia się klinicznie, przełomem metabolicznym już w niemowlęctwie.
W przebiegu 3-metylokrotonyloglicynurii charakterystyczna jest różnorodność obrazu klinicznego. Przebieg schorzenia może być skąpoobjawowy lub wręcz bezobjawowy, a na drugim biegunie spektrum symptomatologii są ciężkie, zagrażające życiu epizody ciężkiego stanu klinicznego z wymiotami, drgawkami, zaburzeniami świadomości czy też zespołem przypominającym zespół Reye’a. Nierzadko występuje hipoglikemia i objawy neurologiczne takie jak: hipotonia, drgawki, dystonia, epizody udaropodobne, leukodystrofia, opóźnienie rozwoju psychoruchowego.

## Rozpoznanie
W programie badań przesiewowych noworodków wykonuje się badanie kropli suchej krwi na specjalnym rodzaju bibuły (bibuła przesiewowa) w celu identyfikacji noworodków z 3-metylokrotonyloglicynurią. W tym badaniu wykrywany jest metabolit 3-hydroksyizowalerylokarnityna.
Kliniczne badania laboratoryjne krwi z użyciem tandemowej spektrometrii mas (MS/MS):
- podwyższony poziom (acylokarnityn)[4]
- obniżony poziom karnityny

Kliniczne badania próbki moczu z użyciem GC/MS wykazuje nieprawidłowości:
- zwiększony poziom kwasu 3-hydroksy-izowalerianowy, 3-metylokrotonyloglicyny i ewentualnie tiglylglicyny
- 3-hydroksyizowalerylokarnityna

W Polsce badania przesiewowe noworodków w kierunku tej choroby wprowadzono w 2013 roku.

## Leczenie
Nie ma leczenia przyczynowego 3-metylokrotonyloglicynurii, a podstawę leczenia, podobnie jak przy wielu chorobach metabolicznych, stanowi specyficzny rodzaj diety eliminacyjnej.
Przy niedoborze enzymu karboksylazy 3-metylokrotonyl-CoA (MCC) leczenie dietetyczne polega na ograniczeniu w diecie leucyny. Oznacza to ograniczanie w pożywieniu białka naturalnego i zastępowania go specjalnymi preparatami białkozastępczymi bez leucyny.
Innym zaleceniem leczniczym jest stosowanie L-karnityny, która ma działanie wspomagające wiążąc toksyczny kwas 3-hydroksy-izowalerianowy. Dawka zależy od zasobów karnityny w organizmie i zwykle wynosi ok. 50 mg/kg masy ciała/dobę.
Ważne jest utrzymywanie dodatniego bilansu energetycznego, co osiąga się stosując słodkie płyny i pokarmy węglowodanowe.